# Paolo Montanari
Paolo Montanari (Reggio Emilia, 24 settembre 1944 – Reggio Emilia, 27 giugno 2022) è stato un calciatore italiano, di ruolo difensore.

## Carriera
Di ruolo libero, è cresciuto nella Reggiana e nel 1966 viene ingaggiato dal Catania.
Rimane in rossoazzurro per sette anni, salvo una parentesi in prestito al Milan nella stagione 1968-1969, senza peraltro scendere mai in campo in incontri di campionato.
Con la maglia degli etnei disputa in totale 148 partite, di cui 11 in Serie A, categoria il cui esordio è datato 15 novembre 1970 in Foggia-Catania (1-0), e conquista la promozione in massima serie nella stagione 1969-1970.
Nel 1973 torna alla Reggiana, dove chiude la carriera dopo tre stagioni in Serie B.
In carriera ha totalizzato complessivamente 11 presenze in Serie A e 186 presenze in Serie B.

## Palmarès

### Club

#### Competizioni nazionali
- Campionato italiano Serie C: 1

Reggiana: 1963-1964

#### Competizioni internazionali
- Coppa dei Campioni: 1

Milan: 1968-1969